# 周瑄墓
周瑄墓，位于南京市雨花台区邓愈墓园内。周瑄原墓在西善桥，在邓愈墓园中仅见石牌坊一座。1982年公布为南京市文物保护单位。